# サドーラ川
サドーラ川(サドーラがわ、Zadorra)は、イベリア半島北部を流れる河川。スペイン・バスク州アラバ県とカスティーリャ・イ・レオン州ブルゴス県を流れる。本流であるエブロ川に合流後、カタルーニャ州で地中海に注いでいる。

## 地理
バスク山脈のエンツィア・プラテアウの斜面に水源があり、アラバ盆地を横切って西に向かう。アラバ県東部の中心的な自治体であるサルバティエラ/アグラインを通り、上中流にあるゲバラ(Guevara)ではゲバラ城がサドーラ川を見下ろしている。1947年にはビトリア＝ガステイスの北東約12kmの距離にウリバリ＝ガンボア貯水池が建設され、その後ビトリア＝ガステイスの市街地を取り巻くように北部郊外を流れる。ビトリアの戦いはサドーラ河岸で行われ、ビトリア＝ガステイスの西、ラ・プエブラ・デ・アルガンソン(La Puebla de Arganzon)からトレスプエンテス(Trespuentes)を通ってメンドーサ(Mendoza)までの約18kmの範囲で行われた。ローマ都市のひとつであるイルニャ＝ベレイアは、ビトリア＝ガステイスの8kmほど西にあるトレスプエンテスの対岸にあった。ビトリア＝ガステイスで南西に向きを変え、途中ではアラバ県内にあるブルゴス県の飛び地、トレビニョにあるラ・プエブラ・デ・アルガンソンを流れる。エブロ川との合流地点でブルゴス県に入り、ブルゴス県のミランダ・デ・エブロ近郊でエブロ川に合流する。

## 環境汚染
サドーラ川はアラバ県でもっとも重要な河川のひとつであり、またアラバ県でもっとも環境汚染が進んだ河川のひとつでもある。その汚染度合いはバスク自治州で第6位に位置づけられる。2,754以上の廃棄物の処理が公的に認められており、そのうち65%にあたる1,783は都市廃棄物、35%にあたる960は工業廃棄物である。960の工業廃棄物のうち89は、一貫した環境面の認可を必要としている。不正な廃棄物の処理も環境汚染を考える上で考慮されるべきである。また、処理される工業廃棄物の一部は、それが本来あるべき姿よりも汚染が深刻である。
サドーラ川の酸素レベルは、河川の野生生物のために要求される基準値を下回っている。河川の状況はまた毒素の存在によって悪化しており、毒素のレベルは欧州連合(EU)の許可値を超えている。2008年にエブロ水利地理連合は、サドーラ川を含むエブロ川周辺の河川についてのレポートを公表した。2004年から4年間にわたって河川の汚染度を測定した調査では、サドーラ川の汚染度が大きく許可値を超えていたことが明らかとなった。これを踏まえて、流域の自治体は廃棄物処理の許可に関する制御プログラムを開始し、汚染度合いはいくらか減少した。

## ギャラリー

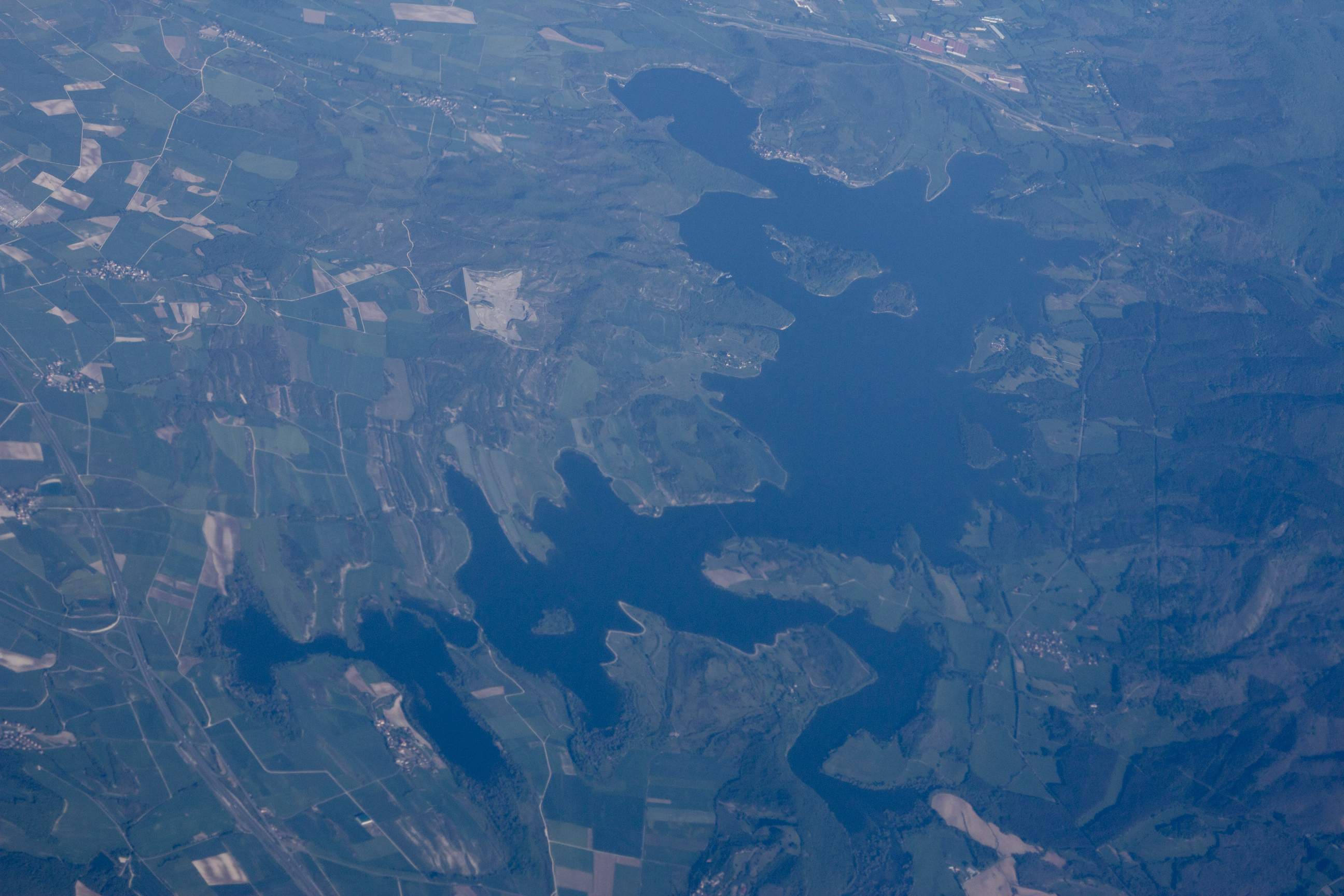
ウリバリ＝ガンボア貯水池
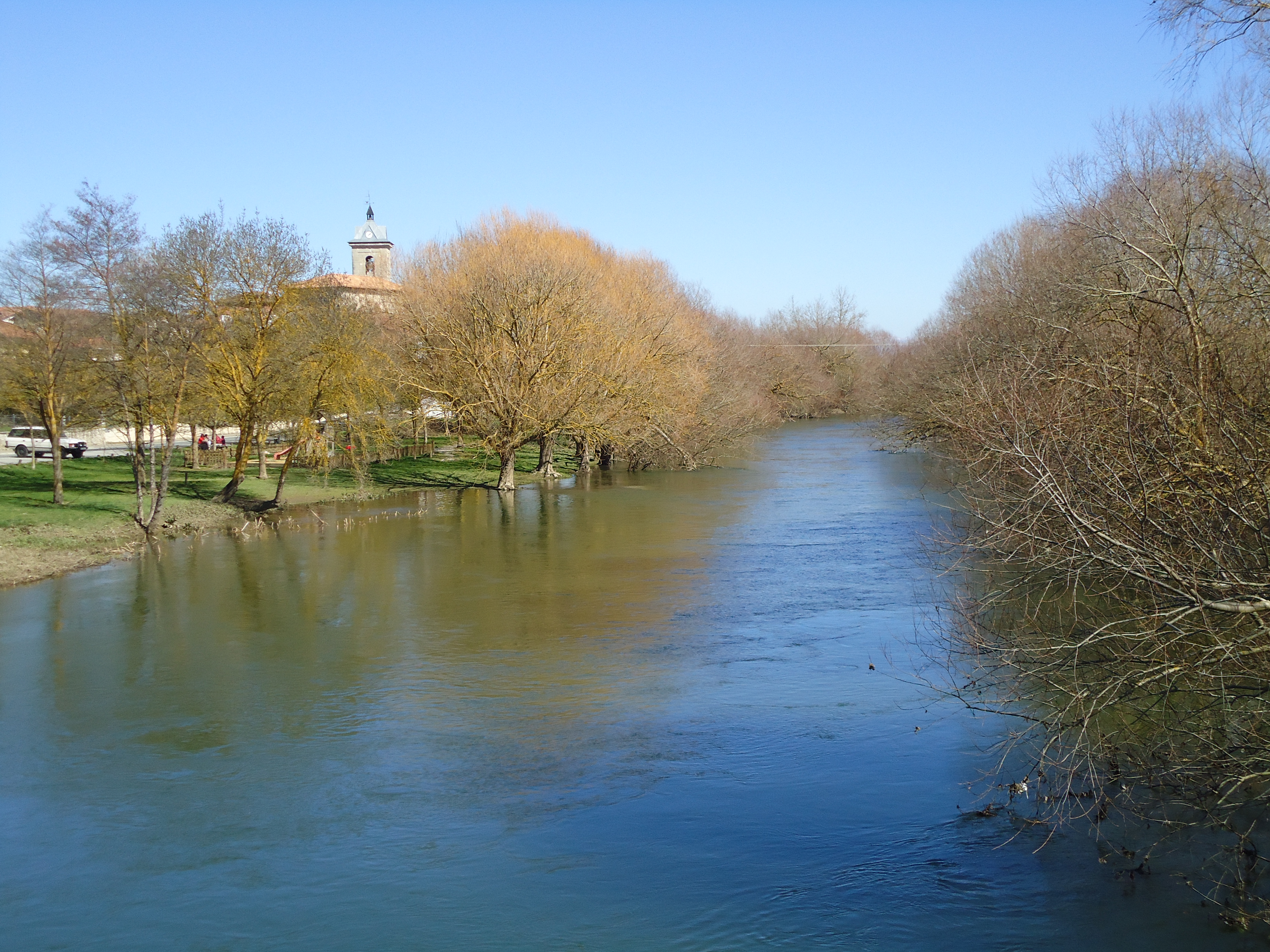
イルーニャ・デ・オカ（英語版）付近